# Pauls Dauge
Pauls (Pawieł) Dauge (ur. 22 sierpnia 1869 w miejscowości Sauka na Łotwie, zm. 2 września 1946 w Rydze) – łotewsko-rosyjski stomatolog, literat i polityk.

## Życiorys
Urodził się w rodzinie nauczyciela. Od 1892 był związany z ruchem socjaldemokratycznym, w 1897 ukończył moskiewską szkołę dentystyczną, później studiował w Berlińskim Instytucie Stomatologicznym, w 1903 wstąpił do SDPRR. W 1904 poznał Lenina. Po powrocie do Rosji  podczas rewolucji 1905-1907 był członkiem grupy literacko-lektorskiej przy Moskiewskim Komitecie SDPRR, współpracował z bolszewickimi gazetami "Borba" i "Swietocz". Przetłumaczył na łotewski wiele dzieł Engelsa, był delegatem na 2 i 3 zjazdy Socjaldemokratycznej Partii Kraju Łotewskiego. W 1917 brał aktywny udział w rewolucji październikowej w Moskwie, 1918-1928 był członkiem pierwszego kolegium i kierownikiem podsekcji dentystycznej Ludowego Komisariatu Ochrony Zdrowia RFSRR, później prowadził pracę wykładowcy i pracę naukową w Moskwie i Rydze. W 1923 założył pismo "Odontologia i Stomatologia". Był organizatorem radzieckiej stomatologii, założył Moskiewski Instytut Stomatologiczny, którego 1928-1932 był profesorem. W 1929 został członkiem Międzynarodowej Akademii Stomatologicznej w Waszyngtonie, a w 1931 honorowym członkiem Wiedeńskiego Towarzystwa Dentystycznego. Pisał prace na temat organizacji pomocy dentystycznej i profilaktyki próchnicy zębów, a także na temat historii łotewskiego ruchu rewolucyjnego. W 1945 otrzymał tytuł Zasłużonego Działacza Kultury Łotewskiej SRR.